# Wag the Dog – Wenn der Schwanz mit dem Hund wedelt
Wag the Dog – Wenn der Schwanz mit dem Hund wedelt (Wag the Dog) ist ein US-amerikanischer Spielfilm von 1997. Die Satire basiert sehr frei auf dem Roman American Hero von Larry Beinhart.

## Handlung
Als dem US-amerikanischen Präsidenten zwei Wochen vor der Wiederwahl vorgeworfen wird, eine minderjährige Schülerin sexuell belästigt zu haben, engagiert sein Wahlkampfteam Conrad „Mr. Fix-It“ Brean, um die Wahl zu retten.
Brean sieht die einzige Möglichkeit darin, die Aufmerksamkeit der Medien auf einen (fiktiven) Krieg zu lenken, den er mithilfe des Filmproduzenten Motss in Szene setzt. Die Wahl fällt auf Albanien als Gegner, weil die Öffentlichkeit über dieses Land nichts weiß. Im Studio werden angebliche Augenzeugenberichte produziert, woraufhin in den Nachrichten die Meldung verbreitet wird, die USA zögen gegen Albanien in den Krieg, nachdem albanische Terroristen eine Atombombe in einem Koffer versteckt in die USA schmuggeln wollten.
Die CIA weiß, dass die Geschichte erlogen ist, und nimmt die Verantwortlichen fest, um diplomatische Konflikte zu vermeiden. Jedoch gelingt es Brean, seinen Kopf aus der Schlinge zu reden. Allerdings heißt es kurz darauf, der Albanien-Krieg sei beendet. Motss, der sich nicht den Wind aus den Segeln nehmen lassen will, kommt auf die Idee, als medialen Gegenschlag einen verschollenen Helden namens William Schumann „Old Shoe“ zu erfinden, der hinter den feindlichen Linien zurückgeblieben ist. Eine Sympathiewelle für „Old Shoe“ wird entfacht und gipfelt in der angeblichen Befreiung Schumanns kurz vor dem Wahltag.
Allerdings handelt es sich bei dem ausgesuchten Darsteller Schumanns um einen Sträfling, der eine Nonne vergewaltigt hat und nur mit starken Neuroleptika unter Kontrolle zu halten ist. Auf dem Weg zu seiner triumphalen Rückkehr als „Schumann“ gerät das Flugzeug in ein Unwetter und stürzt ab. Brean, Motss, Shoe und die Präsidentenberaterin Winifred Ames gelangen unverletzt zu einer Tankstelle, wo Schumann die Tochter des Pächters belästigt, da seine Psychopharmaka keine Wirkung mehr zeigen. Darauf wird er vom Pächter erschossen. Nach dem ersten Schreck kommt dies den Spin Doctors durchaus gelegen, da sie nun keine öffentlichen Auftritte des Sträflings mehr fürchten müssen; stattdessen inszenieren sie nun seine Bestattung auf der Airbase als gefallener Veteran mit allen militärischen Ehren.
Motss ist mit seiner Arbeit hochzufrieden. Umso mehr ärgert es ihn, dass im TV den einfallslosen Fernsehwerbespots des Präsidenten der Erfolg zugeschrieben wird, und ist überdies empört, dass noch nie ein Filmproduzent mit einem Oscar ausgezeichnet wurde. Er entschließt sich dazu, die ganze Sache auffliegen zu lassen. Brean warnt ihn, dass er mit seinem Leben spiele. Kurz darauf erfährt man aus den Nachrichten, dass Motss durch einen Herzinfarkt beim Sonnenbaden ums Leben gekommen sei.
In einer weiteren Nachrichtenmeldung am Schluss des Filmes ist von einem erneuten Terroranschlag in Albanien die Rede, der von einem ranghohen Militär mit den Worten kommentiert wird, dass er keinen Zweifel habe, dass nun weitere Truppen nach Albanien geschickt werden.

## Kritiken
Das Lexikon des internationalen Films schrieb: „Eine sehr vergnügliche schwarze Komödie, die sich mit der Macht der Medien und der Manipulierbarkeit der Öffentlichkeit auseinandersetzt, deren fiktionaler Gehalt von der Realität eingeholt wurde. Getragen von guten Darstellern, regt der Film zum Nachdenken über die Machtmechanismen der Gegenwart und eine noch stärker mediengesteuerte Zukunft an.“
Die Frankfurter Allgemeine Zeitung resümiert in ihrer Filmkritik: „Genauso perfekt wie dieser Medienkrieg läuft der Film ab, dessen geradezu heimtückische Dramaturgie uns von Anfang an zu Mitverschwörern macht und zeigt, dass im Kino nichts über unterhaltsame Lügen geht.“
Der Deutsche Depeschendienst konstatiert in einer Agenturmeldung: „Man mag es schier nicht glauben, dass Barry Levinsons neuer Film „Wag the Dog“ lange vor der Lewinsky-Affäre fertiggestellt wurde. Es drängen sich so viele Parallelen zwischen filmischer Fiktion und Bill Clintons Sex-Nöten auf, dass man zu dem Schluss gelangt, der Drehbuchautor David Mamet habe vorab Insider-Informationen bekommen oder besitze hellseherische Fähigkeiten.“
Die Tageszeitung Die Welt meint: „Wag the Dog ist eine vergnügliche Erinnerung an unsere Medienmanipulierbarkeit, an die Verquickung von Politik und Geschäft und an die Macht, welche die Technik kleinen Gruppen in die Hand gibt.“

## Auszeichnungen
- Dustin Hoffman und die Drehbuchautoren wurden 1998 für den Oscar nominiert.
- Der Film als Beste Komödie, Dustin Hoffman und die Drehbuchautoren wurden 1998 für den Golden Globe Award nominiert.
- Silberner Bär der Internationalen Filmfestspiele Berlin 1998 für Barry Levinson.
- Dustin Hoffman und Anne Heche wurden 1998 für den Golden Satellite Award nominiert.
- Die Drehbuchautoren wurden 1999 für den BAFTA Award nominiert.
- Die Deutsche Film- und Medienbewertung FBW in Wiesbaden verlieh dem Film das Prädikat „besonders wertvoll“.[5]

## Hintergrund
Der Film ist eine kritische Satire über den Umgang der Mächtigen mit Medien und Öffentlichkeit, welche durch gezielte Medienmanipulation die Macht des Präsidenten retten wollen, und nimmt die Theorie auf, dass von den USA schon häufiger Kriege aus wahltaktischen Gründen geführt wurden. Direkt angespielt wird u. a. auf Raising the Flag on Iwo Jima (1945), die Invasion von Grenada (1983) und den zweiten Golf-Krieg (1991). „Waging the Dog“ ist in den USA inzwischen zum geflügelten Wort geworden, mit dem man politisch motivierte Medienmanipulationen beschreibt. Als Vorgriff auf die Realität wird Wag the Dog im Zusammenhang mit der Lewinsky-Affäre gehandelt: US-Präsident Bill Clinton ließ 1998 während der Anhörungen zu seiner Affäre den Irak bombardieren (Operation Desert Fox), was von einigen Medien als Ablenkungsmanöver bewertet wurde.
Parallelen zeigen sich auch zu der medienwirksamen Rettungsaktion von Jessica Lynch im Irakkrieg 2003 – also Jahre nach Entstehen des Films –, bei der ein Hollywood-Kameramann Regie führte.
Zudem kann man den Film als satirische Kritik an der High Concept-Marketing-Strategie Hollywoods lesen, mit der seit Mitte der 1970er Jahre teure Filmproduktionen zum Publikumserfolg geführt werden.
In einem der Ablenkungsmanöver lässt Brean die Nachricht über den eventuellen Einsatz des nichtexistierenden B-3-Bombers im Albanienkrieg gerüchteweise verbreiten, damit der Sprecher des Weißen Hauses dies später – wenig glaubhaft – dementieren kann, weil es ja keinen B-3-Bomber gebe. Einen solchen Bomber gibt es auch in der Wirklichkeit nicht.
Der Soundtrack stammt von Mark Knopfler, der auch das Titellied Wag The Dog komponierte und sang.
Der Film hat Ähnlichkeiten mit Michael Moores Unsere feindlichen Nachbarn, nur dass in jenem Film Kanada der Feind ist.